# Textil alapanyagú geoműanyagok

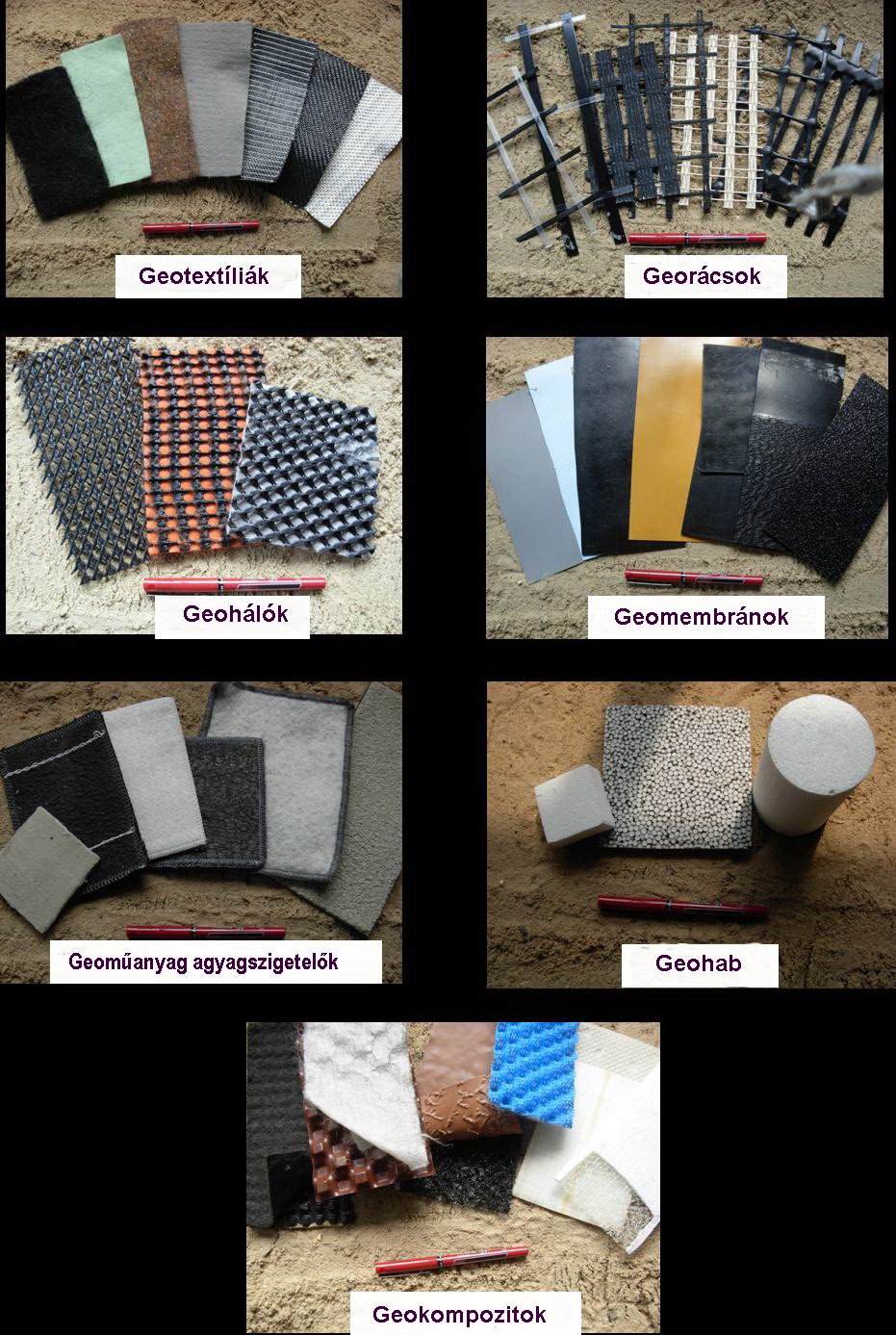
A geoműanyagok néhány fajtája

A geoműanyagok (vagy más néven geoszintetikák) a földmunkáknál és a mélyépítő iparban alkalmazott anyagok, amelyeket utak, töltések, támfalak, tározómedencék és hasonlók építéséhez, hegyoldalak, vízpartok megerősítéséhez stb. használnak fel.

## Geoműanyagok
Geoműanyagnak neveznek minden olyan műanyagot amely kapcsolatba kerül
- a termett talajjal,
- az altalajjal,
- a talajvízzel,
- a mélyépítésben használt töltés (talaj, kőzet) ágyazat anyaggal,
- pályaszerkezet rétegével

és valamilyen mélyépítési szerkezet (töltés, ágyazat, és pályaszerkezet stb.) szerves részét képezi.
A „geoműanyag”, „geoszintetika” elnevezés arra utal, hogy ezek a termékek csaknem kivétel nélkül műanyagokból – ha textíliákról van szó, szintetikus szálasanyagokból – készülnek.
A mélyépítő iparban használatos terminológia szerint a geoműanyagok a következőképpen csoportosíthatók:
- geotextíliák,
- georácsok,
- geohálók,
- geomembránok,
- geokompozitok,
- geoműanyag agyagszigetelők,
- geocsövek,
- geocellák és
- geohabok.

Az itt felsorolt termékek közül textilipari eljárásokkal a geotextíliákat, valamint a georácsok és a geohálók bizonyos fajtáit készítik, és ezek a termékek szerepet kapnak a geokompozitok, valamint a geoműanyag agyagszigetelők gyártásában is.

### Történet
Különféle növényi töltelékanyagokat már az ókori egyiptomiak is használtak rézsük, falak építésénél, és a rómaiak is alkalmaztak az útépítéseknél az építmény megerősítése céljából. Ezek a természetes töltelékanyagok azonban az idők folyamán lebomlottak. Tartós szilárdító anyagok alkalmazása csak a 20. században, a szintetikus polimerek és a belőlük készült szintetikus szálasanyagok megjelenésével és elterjedésével vált lehetségessé.
A mai értelemben vett geotextíliaként 1926-ban vezették be a pamutszövetek alkalmazását töltések oldalfalainak megerősítésére. Az 1950-es évek második felében előre gyártott betonelemek mögé helyeztek textilkelméket tengerparti védőgátak építésénél az erózió megakadályozására. A „geoműanyag” fogalma csak az 1960-as években jelent meg és ekkor használtak először tűzött nemszőtt kelmét útépítésben, töltések és vízpartok megerősítésére, de széles körű alkalmazásuk csak az 1970-es években kezdődött meg. Az azóta eltelt évtizedek alatt a textilanyagoknak ez az alkalmazási területe óriási mértékben kibővült és ma már igen sokféle, meghatározott felhasználási célra alkalmassá tett kelmetípus kapható, amelyek gyártási technológiája is jelentősen fejlődött.
Ma már nyilvánvaló az iparilag fejlett országok számára, hogy a ruházati textíliák tömegtermeléséről egyre inkább át kell térniük speciális textiltermékek gyártására, ha textil- és ruházati iparukat egyáltalán fenn akarják tartani. Ebbe a tendenciába illik a földmunkáknál és a mélyépítésben használatos textilanyagok gyártása is. Ennek a területnek a jelentősége igen nagy és egyre nő, ahogy mind fontosabbá válik az infrastruktúra fejlesztése: a nagy útépítések, az árvízvédelmi töltések, vasúti töltések stb. építése ill. ezek javítása, karbantartása. Ez a tendencia Magyarországon is tapasztalható: több magyar cég is foglalkozik geoműanyagok – köztük textil alapanyagú geoműanyagok – gyártásával.

## Geotextíliák

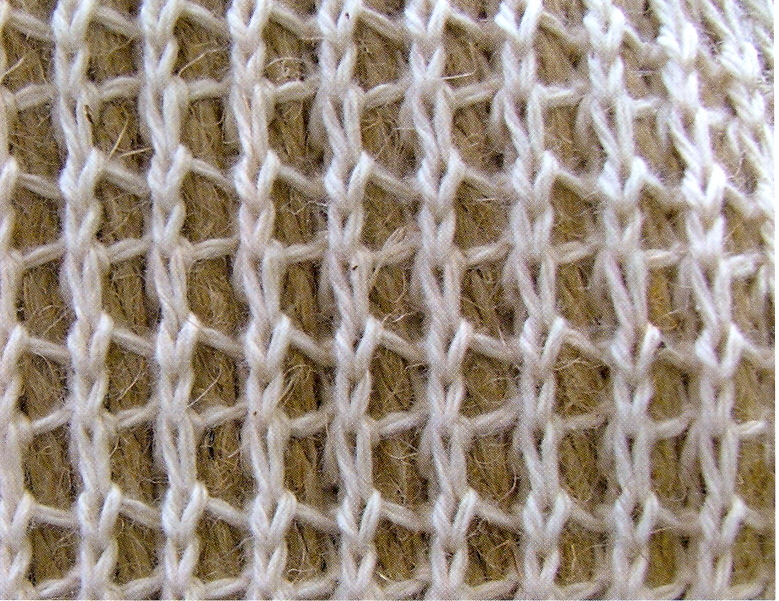
Természetes alapanyagú geotexília (pamut alapszerkezet, juta töltőanyag)

A textilipari eljárásokkal készült geoműanyagokat leggyakrabban poliészterből, polivinilalkoholból és polipropilénből állítják elő. Kivételes esetekben használnak csak természetes szálasanyagot, pl. jutát vagy kókuszrostot erre a célra. Az anyagválasztás magyarázata az, hogy a szintetikus anyagok nem bomlanak le a földben, szemben a természetes szálasanyagokkal, amelyek viszonylag rövid idő alatt elrothadhatnak a nedves környezetben. A poliészter előnye a nagy szakítószilárdság és kis nyúlás, a polivinilalkoholé és polipropiléné a jó mechanikai tulajdonságok mellett a kitűnő vegyszerállóság (ez különösen agresszív talajokban való felhasználás esetében fontos). Egyes esetekben a geotextíliák készítésében a húzóerő növelése érdekében üvegszál-fonalakat is felhasználnak.
A mélyépítőipar szaknyelve geotextíliáknak csak a hagyományos értelemben vett textilipari eljárásokkal készült szöveteket, kötött vagy nemszőtt kelméket nevezi. Legtöbbjüket szintetikus szálasanyagokból állítják elő, de egyes alkalmazási területeken – ahol ezeknek az anyagoknak a természetes lebomlása nem okoz gondot – természetes szálasanyagok is használhatók. Fontos tulajdonságuk, hogy hajlékonyak, jól formázhatók és porózusak, átengedik a vizet. Rétegek szétválasztására, az építmény megerősítésére, szűrésre és vízelvezetésre használatosak. A vastag nemszőtt kelmék különösen alkalmasak ezen a területen annak a tulajdonságuknak köszönhetően, hogy szerkezei adottságaik folytán nagyon jól képesek elvezetni a vizet.
Bár a geotextíliák legtöbbször síklapúak, emellett mélyalapozáshoz használt cölöpök burkolására készítenek cső alakúakat is, amelyeket körszövőgépen állítanak elő.

## Georácsok

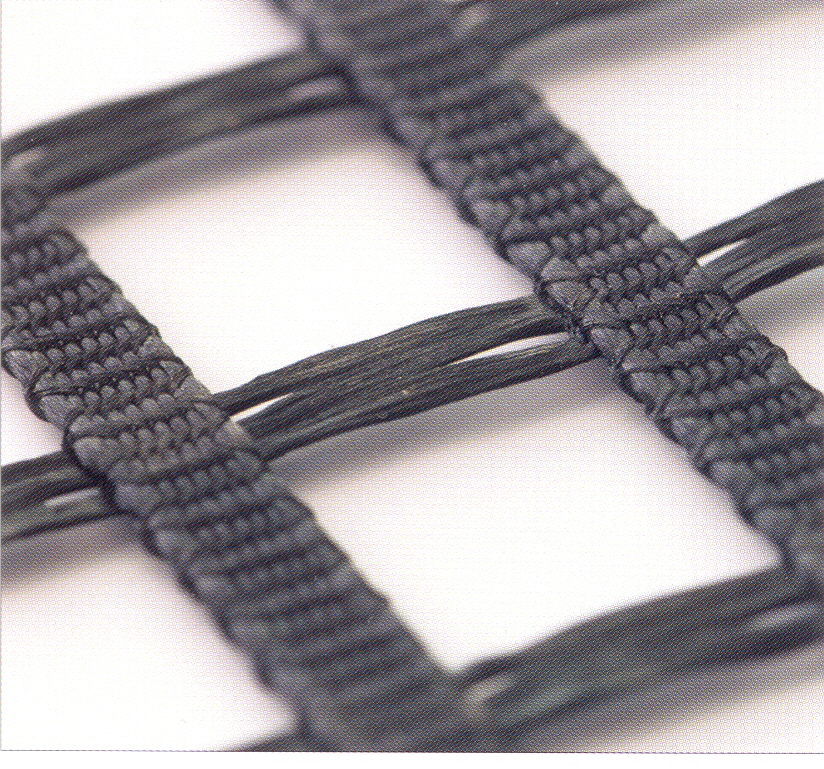
Kötőgépen készült georács

A georácsok nagyon gyorsan fejlődő szakterületet jelentenek a geoműanyagok körében. Alkalmazásuk elsődleges célja az építmény megerősítése. Ezeket a viszonylag nagy (15–30 mm méretű) nyílásokkal rendelkező szerkezeteket speciális szövő- vagy kötőgépeken állítják elő szintetikus fonalakból, jellemzően 200–300 tex finomságú, nagy szilárdságú, kis nyúlású poliészterből. A felhasználási céltól függően vannak olyan típusaik, amelyek csak az egyik főirányban mutatnak különösen nagy szakítóerőt, másokat úgy készítenek el, hogy mindkét irányban egyforma tulajdonságúak legyenek. Az egymást keresztező fonalakat vagy fonalcsoportokat utólag PVC kenéssel összeragasztják, hogy a kereszteződési pontok szilárdan a helyükön maradjanak. A PVC bevonat egyúttal kémiai védelmet is nyújt az esetleg agresszív hatású talajban. Különleges igények kielégítésére használnak nagysűrűségű polietilénből, aramid- vagy szénszálakból készült georácsokat is.
A georácsok egy másik típusát nem textilipari eljárással készítik, hanem egymásra fektetett, egymást valamilyen szögben (nem feltétlenül és nem csakis derékszögben) keresztező, viszonylag vastag műanyag huzalok alkotják, amelyek között 10–100 mm méretű nyílások jönnek létre. Ezeket a műanyag huzalokat extrudálással állítják elő közvetlenül a „kelmeképző” gépen. A kereszteződési pontokat utólag össze kell erősíteni, ez leggyakrabban összeolvasztással vagy ragasztással történik.

## Geohálók

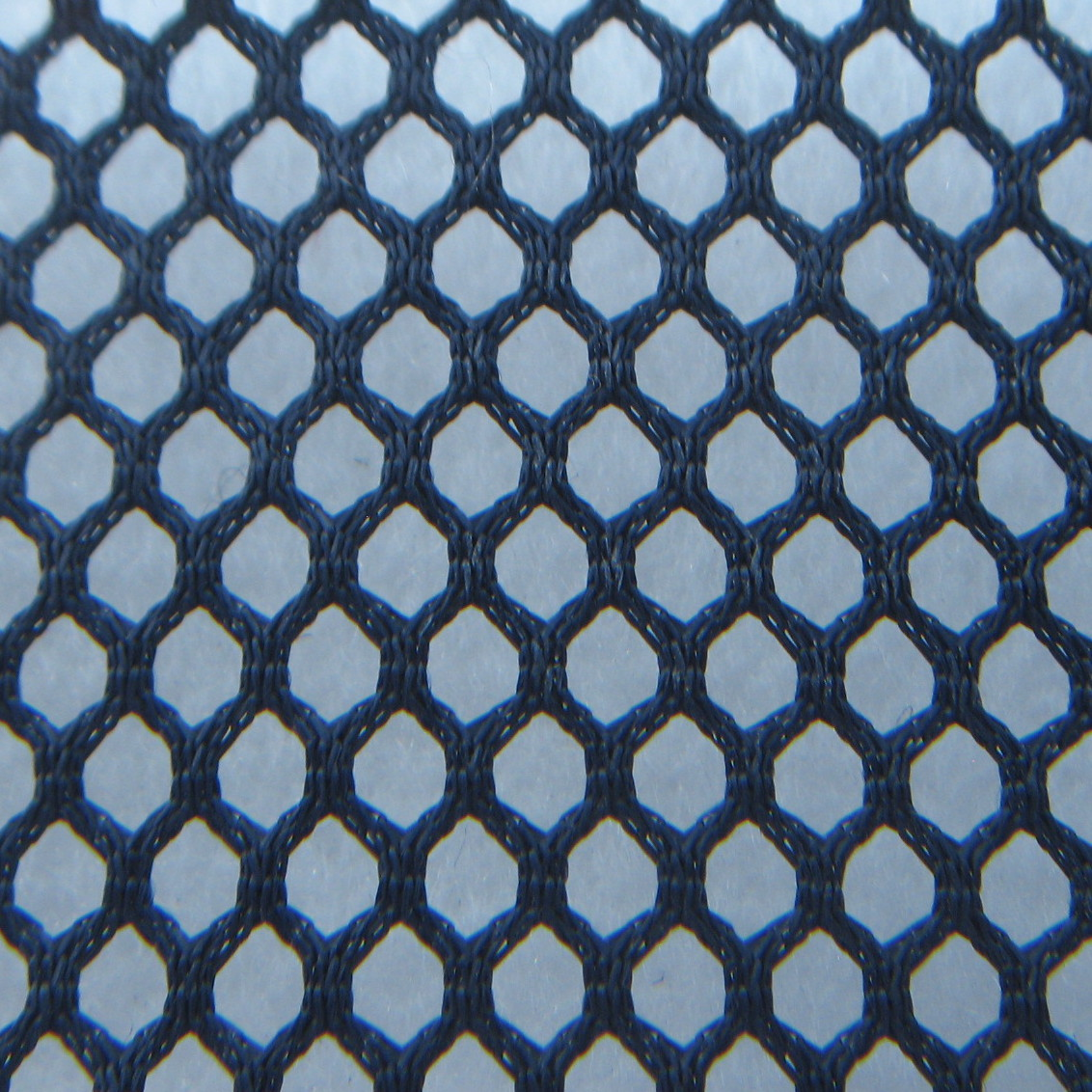
Kötött geoháló

A geohálók – mint a nevük is mutatja – ritka szerkezetű, hálószerű kelmék, amiket többnyire kötéstechnológiai eljárással (raschel-gépen) állítanak elő. Ezeket rendszerint vízelvezető rendszerek építésénél használják. Újabban felhasználják ilyen célra az üreges kelméket is. Ezek ugyanis már gyártási eljárásuknál fogva két kelmerétegből állnak, amelyek egymástól akár néhány centiméter távolságban is lehetnek, és köztük merev összekötő fonalak (vastagabb monofilamentek) tartják a kapcsolatot. Az ilyen, önmagukban is üreges kelmék a talajban elhelyezve kiválóan alkalmasak a vízelvezetésre.

## Geokompozitok
A széles körben használatos geokompozitok két vagy több egymáshoz erősített geoműanyagból (például georácsból és nemszőtt geotextíliából) állnak és céljuk a különböző típusú geoműanyagok tulajdonságainak egyesítése. A szendvicsszerkezet létrehozásához alkalmazott különböző geoműanyagoktól függően sokféle változatban készülnek. Felhasználásuk elsősorban földmunkánál (rétegelválasztás, megerősítés, vízelvezetés, szűrés céljára) és aszfalt burkolatokhoz (megerősítés céljára, különösen javításoknál) terjedt el.

## Geoműanyag agyagszigetelők
A geoműanyag agyagszigetelők (bentonitos szigetelő lemezek, amelyeket az angol Geosynthetic Clay Liner kifejezésből eredően GCL néven ismernek) szintén összetett szerkezetek: két geotextília, georács vagy geomembrán között elhelyezett, 5–10 mm vastag bentonitrétegből készülnek. Jellegzetes konstrukciójuk, amikor két szövött vagy nemszőtt geotextil réteg között helyezik el a bentonitot és ezt a három réteget tűzéssel egyesítik.
Az erősítés nélküli bentonitos szigetelőlemezeknél a bentonit nincs megfelelően bezárva a határoló felületek közé, a megduzzadt bentonit kis erő hatására is elcsúszhat oldalirányban. Az ilyen típusú lemezek elsősorban vízszintes felületen alkalmazhatók. A varrott bentonitos szigetelőlemezek általában csak hosszirányú erősítésűek, így a varratsorok között a bentonit elcsúszhat. A tűnemezelt lemezeknél a rétegeket összeerősítő szálak körbezárják a bentonitot és megakadályozzák annak oldalirányú elmozdulását a geotextíliák között.
Ezeket az anyagokat elsősorban az út- és vasútépítésnél, valamint a vízépítésnél alkalmazzák természetes anyagú komponenseként, valamint a szennyezett területek kármentesítésénél a szennyeződés tovaterjedésének korlátozására.

## Alkalmazási területek
A textil alapanyagú geoműanyagok leggyakoribb alkalmazási területei
| Geoműanyag fajta | Szétválasztás | Megerősítés | Szűrés | Vízelvezetés | Szigetelés |
| ---------------- | ------------- | ----------- | ------ | ------------ | ---------- |
| Geotextíliák     | X             | X           | X      | X            |            |
| Georácsok        |               | X           |        |              |            |
| Geohálók         |               |             |        | X            |            |
| Geokompozitok    | X             | X           | X      | X            | X          |

## Lásd még
- Textilipar
- Kötés (textilipar)
- Szövet (textilipar)
- Nemszőtt kelme
- Építőipar

## Külső hivatkozások
- Geoműanyagok
- Geotextíliák alkalmazása a környezetvédelemben és az építőiparban[halott link]
- A Nemzetközi Geoműanyag Egyesület (International Geosynthetic Society) honlapja
- Geoműanyag lap (Linkgyűjtemény)
- Geoműanyagok I
- Geoműanyagok II